# Irena Wierzbowska-Młotkowska
Irena Wierzbowska-Młotkowska (ur. 7 sierpnia 1935 w Pińsku) – polska strzelczyni, wicemistrzyni świata, wielokrotna medalistka mistrzostw Europy.
Wierzbowska-Młotkowska jest medalistką mistrzostw świata. Jedyny medal wywalczyła na turnieju w 1974 roku w zawodach drużynowych. Wraz z Elżbietą Kowalewską i Elżbietą Janik zdobyła srebrny medal w karabinie pneumatycznym z 10 metrów (jej wynik – 372 punkty, był drugim rezultatem polskiej drużyny).
W seniorskich mistrzostwach Europy zdobyła sześć medali. Pierwszy wywalczyła w 1971 roku w karabinie standardowym w trzech pozycjach z 50 metrów drużynowo (z Eulalią Rolińską i Małgorzatą Paćko). Pozostałe pozycje medalowe zdobywała w innej konkurencji – w karabinie pneumatycznym z 10 metrów. Indywidualnie była trzecia w 1975 roku, oraz czwarta w roku 1974. W zawodach drużynowych była mistrzynią kontynentu w roku 1972 (z Kowalewską i Bożeną Taysner), ponadto była trzecia w 1973 roku (wraz z Taysner i Paćko), oraz druga w 1974 (z Kowalewską i Paćko) i 1975 roku (wraz z Kowalewską i Taysner).
W 2001 roku była nominowana do nagrody zielonogórskiego sportowca stulecia, ogłoszonej przez Gazetę Lubuską.